# Bombus mucidus
Bombus mucidus is een vliesvleugelig insect uit de familie bijen en hommels (Apidae). De wetenschappelijke naam van de soort is voor het eerst geldig gepubliceerd in 1869 door Gerstäcker. De soort komt voor in de berggebieden in het zuiden van Europa. Op de rode lijst van de IUCN is de beschermingsstatus aangeduid als gevoelig.